# Hybognathus amarus
Hybognathus amarus är en fiskart som först beskrevs av Girard, 1856.  Hybognathus amarus ingår i släktet Hybognathus och familjen karpfiskar. IUCN kategoriserar arten globalt som starkt hotad. Inga underarter finns listade i Catalogue of Life.